# Ян Цзечи
Ян Цзечи (кит. упр. 杨洁篪; род. 1 мая 1950, Шанхай, Китай) — китайский политик, член Политбюро ЦК КПК 19-го созыва (с 2017), в 2013—2022 годах — заведующий Канцелярией руководящей группы ЦК КПК по иностранным делам. В 2013—2018 годах член Госсовета КНР. В 2007—2013 годах десятый министр иностранных дел КНР. С 2001 по 2004 год посол Китая в США.

## Биография
Работал подмастерьем на одном из заводов по производству электросчётчиков в Шанхае.
Учился в Шанхайском университете иностранных языков. С 1973 по 1975 год стажировался в Лондонской школе экономики и политических наук.
С 27 апреля 2007 по 16 марта 2013 года министр иностранных дел КНР. Стал первым министром иностранных дел КНР, который родился после создания КНР.
С марта 2013 года член Госсовета КНР (по 2018).
С августа 2013 года — заведующий Канцелярией руководящей группы ЦК КПК по иностранным делам.
Как отмечает российский китаист Алексей Маслов: «…Есть блок, который отвечает за международную политику, во главе с членом политбюро (но не его постоянного комитета) Ян Цзечи. Этот блок состоит из крайне решительных и очень жестких людей. Под ними находится министерство иностранных дел во главе с министром Ван И. Именно это пара участвовала в знаменитой встрече с Салливаном и Блинкеном на Аляске. И в ходе этой встречи впервые Китай говорил с западными лидерами настолько жестким языком. Раньше ничего подобного и близко не было».
Наблюдателями ожидается, что Ян Цзечи уйдет в отставку после 20-го съезда партии. Его вероятным преемником называли Лю Цзеи — но тот не попал в состав ЦК КПК 20-го созыва, и преемником Ян Цзечи аналитики обозначили Ван И. В состав ЦК КПК 20-го созыва Ян Цзечи не попал.

## Награды
- Орден князя Ярослава Мудрого V степени (31 августа 2010, Украина) — за значительный вклад в развитие украинско-китайских отношений[8]
- Орден Пакистана 2 класса (14 августа 2012, Пакистан)[9]